# 브링앤티
브링앤티 (영어: bring&T)는 스마트폰을 통한 디지털 키 기능 및 비대면 차량 관리 서비스를 제공하는 제품이다.

## 상세
2022년 5월 2일, 현대모비스가 최초 공개했다. 디지털 키 옵션이 없는 차량의 스마트키를 브링앤티 본체에 넣고, 스마트폰과 블루투스 연결을 통해 스마트폰으로 차량 제어가 가능하다. 연결된 스마트폰을 통해 일정 거리 내에서 자동으로 차량 문 개폐가 가능한 오토도어 기능이 적용됐다. 또한 타인에게 차량 키를 공유할 수 있는 디지털 키 공유 기능이 적용됐다.
현재 현대자동차, 기아, 제네시스 차량에서 이용 가능하며 안드로이드, 애플 등의 OS에서 지원된다.

## 같이 보기
- 현대자동차그룹
- 현대모비스